# ニューズプランニング
ニューズプランニング株式会社は、代表の中村正仁が住友信託銀行を退社し、1992年3月に中央区銀座に設立した企業である。

## 概要
当初は建物の管理と企業の事業化プランニングの構築を目指し、マルチメディアプレゼンテーションの企画制作を中心に沿え営業展開を図っていく予定でしたが、折からのMacintoshブームによりDTP分野へシフトし、テレピカルームという印刷ショップを展開した。
合わせていち早くテレホンカードに「1枚からOK、即日渡し」というコンセプトでカード印刷の分野を切り開いた。
特にテレホンカードは一般的なプラスチックカード素材（PVCという）とは異なり、PET（ポリエチレンテレフタレート）という素材でできており、デジタルデータから直接印刷することが困難であった。そこで代表がPETコーティングという手法を編み出し、1678万色という高品質な彩色性を実現させた功績が大きい。

## 沿革
デジタルカードプリンタをニスカ（株）から調達し、「テレピカプリンター」として、1995年にPage95というイベントで発表。
その後、1996年 6月 画像転写コーティング技術「テレピカ」が第4回中小企業ニューフロンティア賞優秀賞受賞
1996年 8月 カードプリンタ名作「テレピカアンカー」発売。以後www.telepica.co.jpがドメインとなる。
1998年 7月 移動ショップ「テレピカーズ」を製造（発電仕様2t系クィックデリバリーにプリンタ・PC等を搭載）。テレカ・Tシャツをその場で製作し、イベントや観光地の販促プロモーションに活躍
1999年 2月 販売管理ソフト「おまかせ君」開発・販売、1999年10月 仕入管理ソフト「しっかりさん」開発・販売などカード印刷分野のみならず、データーベース系アプリの開発も行うようになった。